# Kyievo-Sviatoshyn (huyện)
Huyện Kyievo-Sviatoshyn (tiếng Ukraina: Києво-Святошинський район, chuyển tự: Kyievo-Sviatoshyns’kyi raion) là một huyện của tỉnh Kiev thuộc Ukraina. Huyện Kyievo-Sviatoshyn có diện tích 726 kilômét vuông, dân số theo điều tra dân số ngày 5 tháng 12 năm 2001 là 156015 người với mật độ 215 người/km2. Trung tâm huyện nằm ở Kiev.